# Bathythrix pleuralis
Bathythrix pleuralis là một loài tò vò trong họ Ichneumonidae.